# Matilda Ksjesinskaja

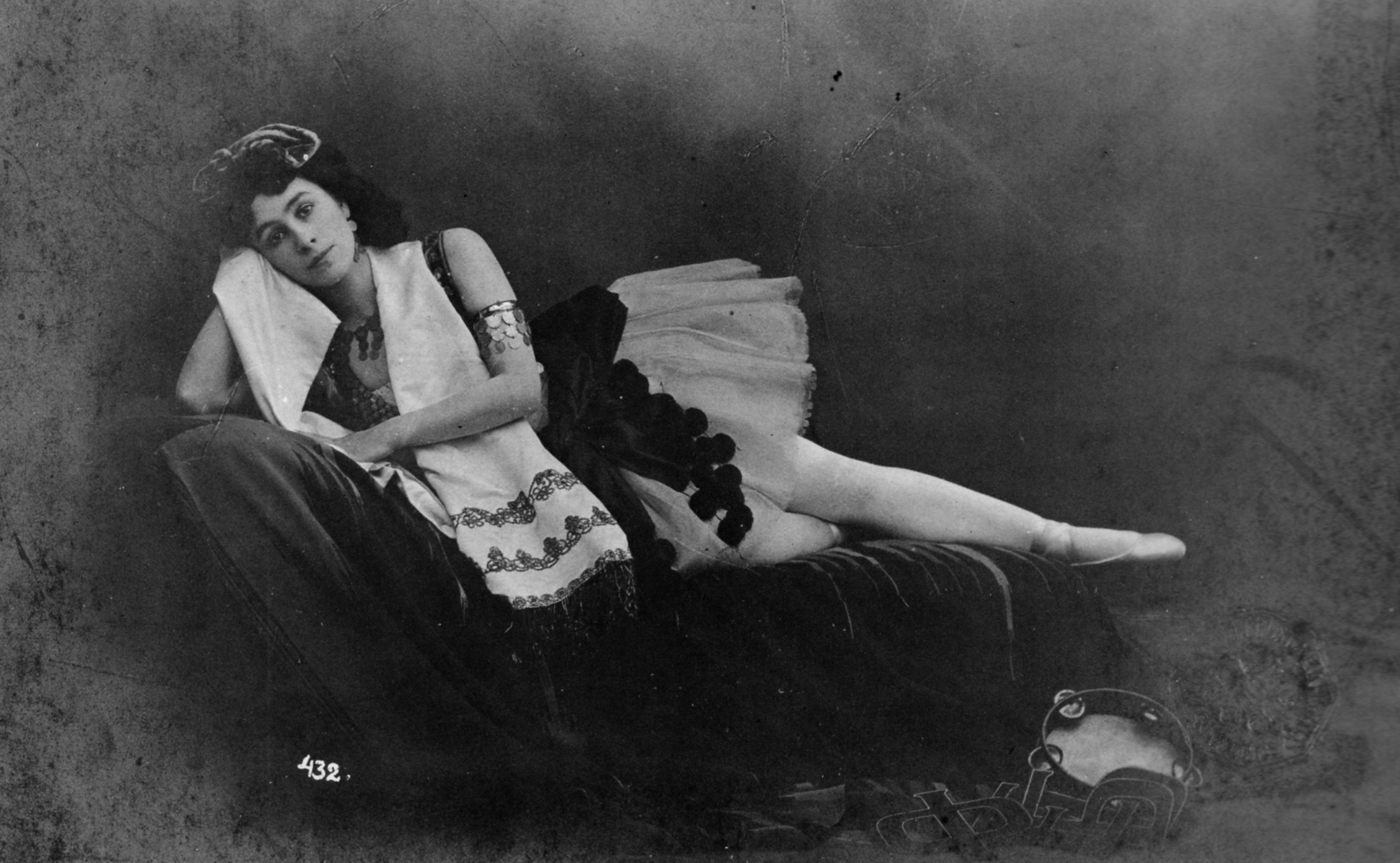
Matilda Ksjesinskaja i rollen som Esmeralda

Matilda Ksjesinskaja (polska Matylda Krzesińska), född 19 augusti 1872 i Ligovo, Kejsardömet Ryssland, död 6 december 1971 i Paris, Frankrike, var en rysk ballerina och koreograf. Ksjesinskaja utnämndes 1895 till prima ballerina assoluta. 
Hon hade goda kontakter med tsarfamiljen och hade uppmärksammade kärleksaffärer med storfurstarna Nikolaj (senare tsar Nikolaj II) och Sergej Michailovitj. Efter ryska revolutionen flyttade hon till Paris och gifte sig med Andrej Vladimirovitj 1921. I Paris undervisade hon i balett, Tatiana Rjabusjinskaja var en av hennes elever.

## Biografi
Matilda Ksjesinskaja var dotter till den polskfödde balettdansaren Feliks Krzesiński och Julia Dominskaja-Ksjesinskaja. 
Hennes far och bror var båda verksamma vid Mariinskijbaletten. Hon sattes vid åtta års ålder i kejserliga teaterskolan 1880, där hon studerade under Lev Ivanov, Christian Johansson och Jekaterina Vazem. Hon uppgav sig ha haft Virginia Zucchi som förebild. Hon debuterade i ett pas de deux från La fille mal gardée på Mariinskijteatern i närvaro av tsaren Alexander III den 22 april 1890. Ksjesinskaja utnämndes 1895 till prima ballerina assoluta vid kejserliga teatrarna i Sankt Petersburg. 
Hennes karriär präglades av samarbetet med Marius Petipa. Han skrev ett flertal baletter med roller för Ksjesinskaja: Le Réveil de Flore (1894), Mlada (1896), Le Roi Candaule (1897), Les Aventures de Pélée (1897), La Fille du pharaon (1898), Harlequinade (1900) och Esmeralda (1899). Hon är också känd för att ha kunnat utföra Legnanis 32 fouettés en tournant. Trots sin talang som ballerina ska hon ha fått sin utnämning främst genom sin vänskap med tsarhuset. Balettens maestro, Marius Petipa hade motsatt sig hennes utnämning till prima ballerina. Han respekterade Ksjesinskaja som artist, men ska ha avskytt henne som person, och föredrog hennes rival Pierina Legnani. 
Hon lanserade 1902 Anna Pavlova, som hon hade undervisat, som sin ersättare under sin graviditet, med tanken att denna inte kunde tävla med henne, men det blev Pavlovas genombrott. När hennes favoritroll Lise i La Fille Mal Gardée 1906 gick till Olga Preobrajenska försökte hon vandalisera numret genom att släppa ut de levande hönor som ingick i rekvisitan ur sina burar, men även det slutade till rivalens fördel, då Preobrajenska ändå genomförde rollen till slutet.
Hon avslutade sitt engagemang vid Mariinskijbaletten på eget initiativ 1904, men fortsatte sedan uppträda där som gästartist på förmånliga villkor. Hon var också inblandad i teaterns ekonomiska affärer, stödd på sina kontakter vid hovet.

### Förhållande till tsarfamiljen
Matilda Ksjesinskaja var omtalad för sina kärleksaffärer med tre medlemmar av tsarhuset: Tsarevitj Nikolaj, storfurst Sergej Michajlovitj, kusin till tsar Alexander III, och storfurst Andrej Vladimirovitj, kusin till tsar Nikolaj II. 
Hennes förhållande med Nikolaj varade mellan 1890 och 1893, det vill säga före hans giftermål och trontillträde. Hennes relation med Sergej och Andrej utspelade sig samtidigt under flera års tid. Hennes son  prins Vladimir Romanovsky-Krasinsky (30 juni 1902 – 23 april 1974) uppges ha varit son till Andrej och fick 1911 titeln prins av tsarhuset. Sonen uppgav dock själv att han aldrig själv var säker på om Andrej eller Sergej var hans far. 
Ksjesinskaja anklagas för att ha utnyttjat sina kontakter med tsarhuset för att gynna sin karriär. Hon ska ha använt sina kontakter för att motarbeta sina rivaler och skydda sin position som balettens stjärna. Under hennes tid vid baletten upphörde närmast seden att ha utländska gästartister. Det uppges också att det var på grund av hennes kontakter som direktör Serge Wolkonskij avskedades 1901. Genom sina kontakter med den ryska överklassen och tsarhovet samlade Matilda Ksjesinskaja en förmögenhet. Hon bodde i ett berömt palats vid Engelska kanalen i Sankt Petersburg och bar scenkostymer med äkta juveler.

### Senare liv
Matilda Ksjesinskaja flydde från sin bostad i Petrograd under ryska revolutionen 27 februari 1917. Hennes bostad var uppseendeväckande och riskerade att bli attackerad på grund av den bristande ordningen på gatorna och hon sökte skydd i en väns lägenhet och sedan hos sin bror. Hennes hus ockuperades av bolsjeviker, som använde det som ett av sina högkvarter för dess strategiska placering inför oktoberrevolutionen; det var där Lenin höll sitt andra tal till stadens bolsjeviker efter sin återkomst till Ryssland. Sergej Michailovitj föreslog henne äktenskap strax efter revolutionen, men hon avböjde för sin andra partner Andrej Vladimirovitjs skull. Hon protesterade mot ockupationen av hennes hus hos myndigheterna utan resultat. Hon besökte sitt förra hus, där bolsjevikerna försäkrade henne att inget hade tagits, men som hon själv beskrev som vandaliserat och plundrat. Hon erbjöds få flytta in igen och bo där tillsammans med bolsjevikerna, men lämnade hastigt huset, då hon hörde dödshot mot sig från ett annat rum.
Hon reste 13 juli med sin son, syster och svåger till Kislovodsk, där hennes partner storfurst Andrej Vladimirovitj befann sig med sin mor, Marie av Mecklenburg-Schwerin, och bror Boris Vladimirovitj av Ryssland. Hennes andra partner storfurst Sergej Michailovitj stannade kvar i Petrograd (han blev senare gripen och skjuten i Alapajevsk).  
Matilda Ksjesinskaja och hennes sällskap stannade i Kislovodsk när staden ockuperades av bolsjevikerna fram till att den återtogs av den vita armén under ryska inbördeskriget. Den 7 augusti 1918 arresterades Andrej och Boris och transporterades till Pjatigorsk, men en dag senare släpptes de ur husarrest, och gömde sig sedan i skogen fram till att staden återtogs. Matilda Ksjesinskaja blev aldrig arresterad, men uppger att hennes bostad genomsöktes flera gånger och att hon blev bestulen. När röda armén återigen ockuperade staden i september evakuerades sällskapet av vita armén till Anapa, dit de anlände i oktober. De återvände till Kislovodsk i maj 1919, då staden åter var under vit kontroll. De tvingades fly en sista gång från Kislovodsk till Novorossijsk 30 december 1919. De försågs med eget tåg av vita armén för sin evakuering. De lämnade Ryssland i februari 1920 med båt till Turkiet och reste därifrån till Frankrike i mars.   
Hon bosatte sig i Frankrike, där hon ägde en villa på Rivieran, och gifte sig morganatiskt 30 januari 1921 i Cannes med sin älskare Andrej Vladimirovitj av Ryssland. Hon fick då titeln prinsessan Romanovskij. 1929 öppnade hon balettskola i Paris. Hon gjorde sitt sista uppträdande på scen i London 1936. 
Hon utgav 1960 sina memoarer.